# Shirley Horn
Shirley Valerie Horn (Washington D.C., 1º de maio de 1934 – 20 de outubro de 2005) foi uma cantora e pianista norte-americana de jazz e de pop.
Shirley Horn colaborou com muitos grandes nomes do jazz, incluindo Miles Davis, Dizzy Gillespie, Toots Thielemans, Ron Carter, Carmen McRae, Wynton Marsalis e outros. Ela foi mais conhecida por sua habilidade de cantar e acompanhar-se ao piano com a independência quase incomparável, algo descrito pelo arranjador ''Johnny Mandel'' como "ter 2 cabeças", e por sua voz rica e exuberante, um contralto encruado, que era descrito pelo famoso produtor e arranjador ''Quincy Jones'' como "igual vestir-se, ela o seduz com a sua voz". Embora ela pudesse oscilar tão fortemente como qualquer artista de jazz linha de frente, a reputação de Horn ancorou em sua requintada balada.

## Biografia
Incentivada por sua avó, que era um organista amadora, Horn começou a ter aulas de piano aos 4 anos de idade.[2] Com 12, estudou piano e composição na Howard University e mais tarde se formou a partir daí, na música clássica.[2] À Horn foi oferecido um lugar na Juilliard School, mas sua família não tinha condições de mandá-la para lá.[2] Ela formou seu primeiro trio de Jazz quando ela tinha 20 anos.[2] As suas influências de piano iniciais foram Errol Garner, Oscar Peterson e Ahmad Jamal, e se afastando de sua formação clássica, Horn disse mais tarde que "Oscar Peterson se tornou meu Rachmaninov, e Ahmad Jamal tornou-se meu Debussy".[2] Ela, então, ficou encantada com a famosa área do jazz U Street de Washington (em grande parte destruída nos tumultos de 1968 ), esgueirando-se em clubes de jazz antes que ela fosse maior de idade.
Shirley Horn alcançou a fama inicialmente em 1960, quando foi descoberta por Miles Davis. O louvor de Davis a ela teve particular ressonância em 2 aspectos: primeiro, porque ele foi tão altamente respeitado como um músico, e; segundo, porque ele raramente tinha algo de positivo para publicamente oferecer sobre qualquer músico na época. Shirley havia, porém, gravado várias músicas com o violinista Stuff Smith, em 1959, tanto como pianista e cantora. Depois de sua descoberta por Davis, gravou álbuns em diferentes pequenas gravadoras no início de 1960, e acabou caindo os contratos com as maiores gravadoras Mercury Records e Impulse Records. Ela era popular com os críticos de jazz, mas não obteve um significativo sucesso popular.
Quincy Jones tentou fazer de Shirley Horn uma vocalista solo em várias sessões de gravação, algo que mais tarde se deu a entender que poderia ter sido um erro. Horn foi também perturbada pelas mudanças na música popular, na década de 1960, após a chegada dos The Beatles, e afirmou: "Eu não vou me inclinar para a conquistadora", e em grande parte rejeitando os esforços para refazê-la como uma cantora popular. Do final dos anos 1960, ela se concentrou em criar sua filha Rainy com seu marido Shepherd Deering (com quem ela se casou em 1955), e em grande parte limitou suas performances ao seu nativo Washington, DC, enquanto que ela trabalhava frequentemente, em tempo integral, como uma escriturária.
Preferindo apresentar-se com seu trio em pequenos ambientes, ela gravou com orquestra também, como no álbum "Here's to Life" de 1992, o qual é altamente avaliado por seus fãs, e a canção-título (letra de Phyllis Molinary, música de Artie Butler), sendo, geralmente considerada como canção de sua assinatura. O arranjador Johnny Mandel ganhou o Prêmio Grammy de Melhor Arranjo Instrumental de Acompanhamento Vocal (''Grammy Award for Best Instrumental Arrangement Accompanying Vocal(s)'') por esse álbum. Um vídeo-documentário da vida e música de Shirley Horn foi lançado ao mesmo tempo e compartilhou o título "''Here's to Life''" . Na época, Mandel comentou que a habilidade de Horn ao piano era comparável ao do notável Bill Evans. Uma comparação foi feita em 2001, chamada "You're My Thrill".
Shirley Horn manteve por 25 anos a mesma formação rítmica: Charles Ables (baixo) e ''Steve Williams'' (bateria). Don Heckman escreveu no ''Los Angeles Times'' (2 de fevereiro de 1995) sobre "a importância do baixista Charles Ables e o baterista Steve Williams ao som Horn. Trabalhando com sutileza sem limites, seguindo-a a cada torção e volta, eles foram os acompanhantes ideais para um desempenho que claramente irá tolerar nada menos do que a perfeição!"
Devido a problemas de saúde no início de 2000, Horn teve que cancelar suas aparições. Depois de 2002, uma amputação do pé (devido complicações de diabetes) a obrigou a deixar o piano para o pianista George Mesterhazy. No final de 2004, Horn sentiu capaz de tocar piano novamente, e gravou um álbum ao vivo para o selo Verve, no Manhattan´s Au Bar com o trompetista Roy Hargrove, que não conseguiu satisfazê-la. Esse álbum permanece inédito com exceção de 3 faixas, no But Beautiful - The Best of Shirley Horn.
Ela estava lutando contra o câncer de mama (breast cancer) e diabetes, quando morreu de um derrame cerebral (stroke), aos 71 anos. Ela está enterrada no Cemetério Forte Lincoln , em Washington, DC
Prêmios e Homenagens
Shirley Horn foi nomeada para 9 prêmios Grammy Awards durante sua carreira, ganhando o Prêmio Grammy Award for Best Jazz Vocal Performance no 41° Prêmio 41st Grammy Awards com "I Remember Miles", uma homenagem a seu amigo e mentor.
Ela foi oficialmente reconhecida pelo 109th US Congress pelas "suas muitas realizações e contribuições para o mundo do jazz e da cultura americana", e realizada na Casa Branca (The White House) por vários presidentes dos EUA. Horn foi premiada com um grau honorário de Doutora de Música da Berklee College of Music, em 2002.
Foi premiada com o National Endowment for the Arts para o Prêmio Mestres do Jazz em 2005 (as mais altas honras que concede os Estados Unidos sobre os músicos de jazz).

## Discografia
Como líder
1960: Embers and Ashes
1961: Live at the Village Vanguard (live)
1963: Loads of Love (Mercury)
1963: Shirley Horn with Horns (Mercury)
1965: Travelin' Light (ABC-Paramount)
1973: Where Are You Going (Perception)
1978: A Lazy Afternoon
1981: All Night Long (live)
1981: Violets for Your Furs (live)
1984: Garden of the Blues (live)
1987: All of Me
1987: Softly
1987: I Thought About You (Verve, live)
1989: Close Enough for Love (Verve)
1991: You Won't Forget Me (Verve, with Miles Davis)
1992: Here's to Life (Verve)
1993: Light Out of Darkness (A Tribute to Ray Charles) (Verve)
1994: I Love You, Paris (Verve, live)
1994: Live at the 1994 Monterey Jazz Festival (Verve, live, released 2008)
1996: The Main Ingredient (Verve)
1997: Loving You (Verve)
1998: I Remember Miles (Verve)
1999: Quiet Now: Come a Little Closer (compilation) (Verve)
1999: Ultimate Shirley Horn (compilation) (Verve)
2001: You're My Thrill (Verve)
2003: May the Music Never End (Verve)
Como parceira
Com Charlie Haden
- The Art of the Song (1999)

Com Antonio Carlos Jobim
- Antonio Carlos Jobim and Friends (live, 1985)

Com The Legacy Band
- The Legacy Lives On, Vol. 1 (2000)

Com Carmen McRae
- Sarah: Dedicated to You (1991)

Com Oscar Peterson
- A Tribute to Oscar Peterson – Live at the Town Hall (Telarc, live, 1996)

Com Jeffery Smith
- Ramona (Verve, 1995)

Com Stuff Smith
- Cat on a Hot Fiddle (Verve, 1959)

Com Clark Terry
- Clark Terry Quintet: Live On QE2 (2001, live)

Com Toots Thielemans
- For My Lady (1991)

Com Joe Williams
- In Good Company (Verve, 1989)

Referências
^ 
^ a b c d e Fordham, John (25 October 2005). "Shirley Horn: Jazz singer-pianist whose distinctive slow tempos captivated her audiences". London: The Guardian.
Links Externos
Shirley Horn at Find A Grave
NEA Jazz Masters biography
Artist Page at Verve Music
Shirley Horn Discography at www.JazzDiscography.com
Washington Post obituary October 22, 2005
BBC News: Jazz star Shirley Horn dies at 71
H.CON.RES.300
Shirley Horn's Jazz Profile at NPR
Shirley Horn in 2002 on WBUR-FM The Connection
VOA "Special English" program on Shirley Horn (2005)
NEA Jazz Masters video biography of Shirley Horn